# Lady in Cement
Lady in Cement (conocida como La mujer de cemento en España y La dama en cemento en Hispanoamérica) es una película de suspenso, crimen y misterio neo-noir estadounidense de 1968 dirigida por Gordon Douglas, basada en la novela de 1961 The Lady in Cement de Marvin Albert. La película está protagonizada por Frank Sinatra, Raquel Welch, Dan Blocker, Richard Conte, Martin Gabel, Lainie Kazan y Pat Henry.
Una secuela de la película de 1967 Tony Rome, Lady in Cement se estrenó el 20 de noviembre de 1968.

## Argumento
Mientras bucea frente a la costa de Miami en busca de uno de los 11 legendarios galeones españoles hundidos en 1591, el investigador privado Tony Rome descubre a una mujer muerta, con los pies cubiertos de cemento, en el fondo del océano.
Rome informa esto al teniente Dave Santini y no piensa mucho en el incidente, hasta que Waldo Gronsky lo contrata para encontrar a una mujer desaparecida, Sandra Lomax. Gronsky tiene poco dinero, por lo que permite que Rome empeñe su reloj para conservar sus servicios. Eventualmente, Gronsky admite que acaba de salir de prisión por un crimen por el cual Sandra Lomax lo identificó como autor, razón por la cual contrató a Rome para encontrarla.
Después de investigar los puntos de acceso locales y recoger algunos nombres, Rome pronto se encuentra con Kit Forrest, a cuya fiesta se suponía que Sandra Lomax había asistido. La conversación de Rome con Forrest provoca la ira del mafioso Al Mungar, un gánster supuestamente reformado que vela por los intereses de Kit. Mungar, su hijo y algunos matones le advierten a Rome que abandone el caso.
Rome puede identificar a Lomax como la dama de cemento de un artista que la usó como modelo. A medida que se acerca a la resolución del caso, finalmente se convierte en sospechoso y tiene que evadir la captura del teniente Santini. Se revela que Mungar es una figura nominal, y su hijo es el verdadero cerebro de la organización. Él revela que mató a Sandra y a todos los que se interpusieron en su camino. Está a punto de matar a Kit cuando Gronsky lo domina. Llaman a Santini y la película se cierra con Kit y Tony juntos en su barco.

## Reparto
- Frank Sinatra como Tony Rome.
- Raquel Welch como Kit Forrest.
- Dan Blocker como Gronsky.

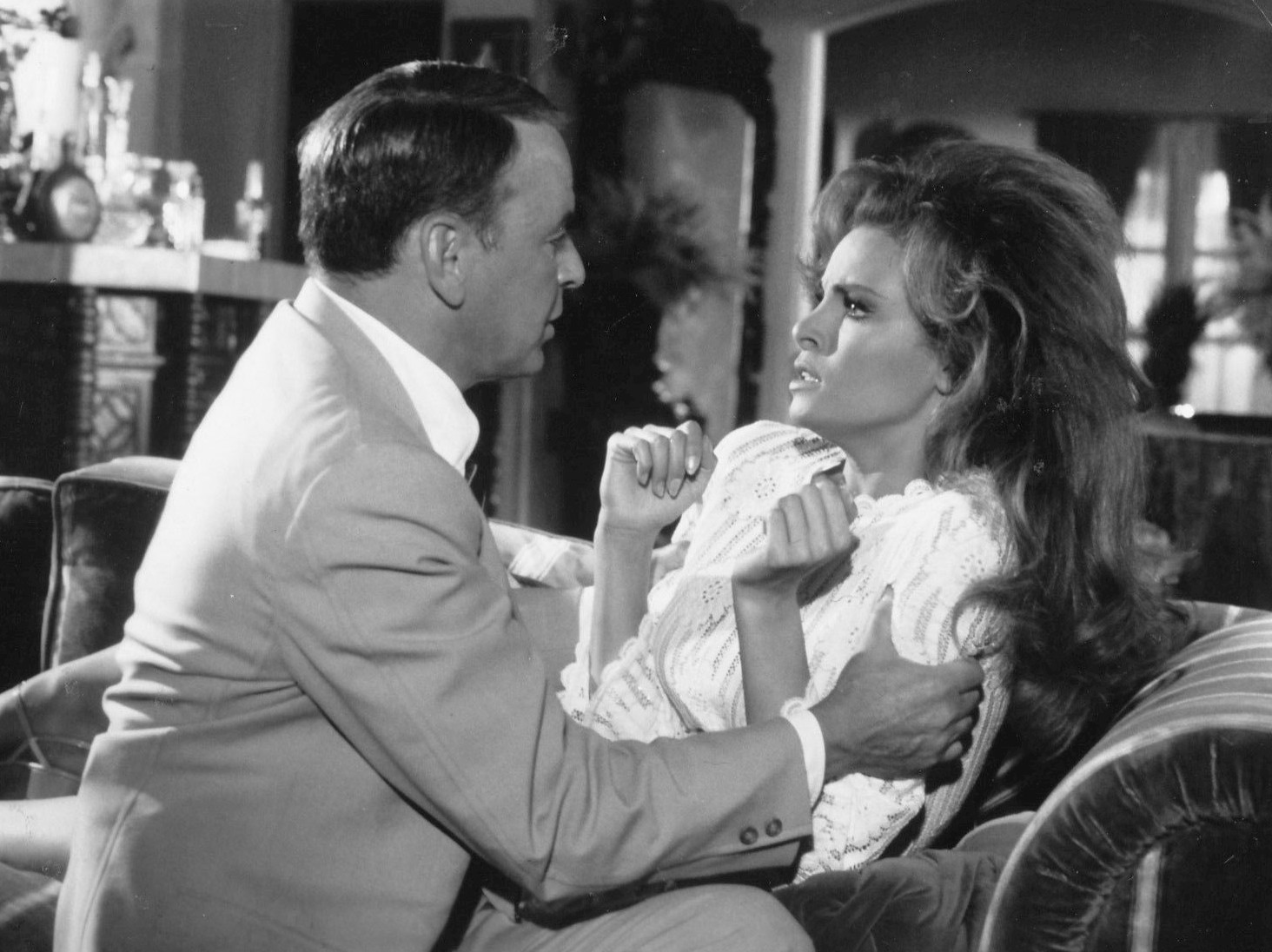
Frank Sinatra y Raquel Welch en un fotograma de la película.

- Richard Conte como el teniente Santini.
- Martin Gabel como Al Mungar.
- Lainie Kazan como Maria Baretto.
- Pat Henry como Rubin.
- Richard Deacon como Arnie Sherwin.
- Alex Stevens como Shev.

## Producción
La película se basó en una novela publicada en 1961, que The New York Times calificó de «ingeniosa».
Tras el éxito de Tony Rome, Aaron Rosenberg contrató a Marvin Albert para adaptar Cement para Sinatra. El actor hizo la película después de El detective. El casting de Raquel Welch se anunció en junio de 1967.
Sammy Davis Jr. debía aparecer en la película como el capitán de un barco chárter. Sin embargo, Sinatra se enfermó y el rodaje se pospuso cuatro semanas, tiempo para el cual Davis ya no estaba disponible y fue reemplazado por Pat Henry en la película final.
A Dan Blocker se le dio un tiempo fuera de Bonanza para interpretar su papel en la película. Cuando Rome rastrea a Gronski hasta el sórdido salón de masajes que posee, se muestra a Gronski mirando un televisor que está reproduciendo el tema musical de Bonanza a todo volumen.
La película supuso un papel temprano de Lainie Kazan.
Welch dijo más tarde que no se dio cuenta de que su personaje era alcohólico hasta que terminó la filmación. «Estoy viendo esta película y pienso, '¿Qué diablos tiene ella?' En un momento, tuve esta epifanía: '¡Oh, ella es alcohólica!'. No sabia eso. ¿Cómo podría perderme eso? . . . Creo que estaba tan enamorada de Frank Sinatra, ya sabes. Es hipnótico».
El rodaje comenzó en marzo de 1968. Antes y durante el rodaje, Sinatra actuó en el Fontainebleau de Miami durante un período de seis semanas. Welch asistió a verlo y encontró la experiencia tan inspiradora que decidió continuar actuando para audiencias en vivo en su carrera.

## Recepción

### Taquilla
Según los registros de Fox, la película requería una recaudación de $ 7 150 000 en alquileres para cubrir los gastos y, para el 11 de diciembre de 1970, había ganado $ 6 825 000, lo que supuso un fracaso de taquilla para el estudio.

### Recepción de la crítica
Estrenada a críticas mixtas, Lady in Cement generalmente se considera una secuela de mediana calidad en comparación a Tony Rome. El crítico Roger Ebert elogió levemente a la película en una crítica por lo general mordaz al comentar: «En las pocas buenas escenas de la película, Sinatra una vez más nos recuerda dolorosamente qué actor controlado y efectivo es». Variety describió al personaje de Sinatra como «tras la pista de personas en las que no podría haber menos interés», Raquel Welch «agrega su contribución limitada, pero hermosa», y Dan Blocker «es excelente como un pesado comprensivo».

## Medios domésticos
Lady in Cement fue lanzada en DVD el 24 de mayo de 2005, como parte de una caja recopilatoria junto con Tony Rome y El detective, ambas películas también dirigidas por Douglas.